# Tired of Cancer
Tired of Cancer B.V. is een Nederlandse medisch softwarebedrijf, opgericht in 2013 in Utrecht, gespecialiseerd in digitale interventies voor mensen met kanker-gerelateerde vermoeidheid. Het bedrijf ontwikkelde de medisch gecertificeerde Untire app, die helpt kankerpatiënten en overlevende om hun kanker gerelateerde vermoeidheid te verminderen en hun kwaliteit te verbeteren.

## Geschiedenis en oprichting
Het bedrijf werd in 2013 opgericht door:
- Dr. Bram Kuiper, psycho-oncoloog en CEO, voorheen directeur van het Helen Dowling Instituut.[2]
- Door Vonk, met een achtergrond in fundraising en sociale ondernemingen.[3]

## Missie en impact
Tired of Cancer heeft als missie om zoveel mogelijk (ex-)kankerpatiënten te ondersteunen bij het verbeteren van hun energieniveau en kwaliteit van leven via een digitale, toegankelijk oplossing.

### Impact
Tired of Cancer ontving in juli 2017 subsidie via het Horizon 2020 SME Phase II programma van de EU, inclusief zakelijke ondersteuning vanuit Enterprise Europe Network.
ICT & Health meldde in 2021 dat de Untire-app behoort tot de top vijf digitale apps voor kankerpatiënten volgens de Britse organisatie ORCHA. Deze erkenning ondersteunt de positionering richting verzekeringsvergoeding.
Begin 2023 rapporteerde Dutch Health Hub dat de Untire app bij circa 40.000 gebruikers wereldwijd in gebruik was, waarvan twee derde in Nederland.
Zorgverzekeraars Nederland kondigde in medio 2025 aan drie digitale gezondheidsapps, waaronder de Untire app, financieel te ondersteunen via aanvullende vergoedingen binnen de eerstelijnszorg. Dit past binnen het beleid om digitale zorgtoepassingen structureel toegankelijk te maken voor patiënten.